# Joodse begraafplaats (Grave)
De Joodse begraafplaats van Grave ligt in de gemeente Land van Cuijk in de Nederlandse provincie Noord-Brabant.
Van 1832 tot 1947 bevond zich in Grave een kleine, maar vanaf 1842 wel een zelfstandige, Joodse gemeente. Aanvankelijk werden de doden begraven op de Joodse begraafplaatsen van Cuijk en Geffen, maar in 1867 werd een deel van de algemene begraafplaats aan de Estersveldlaan als Joodse begraafplaats aan de Joden ter beschikking gesteld. In 1889 werd de Joodse gemeenschap ook eigenaar van deze grond.
De Joodse gemeenschap van Grave werd in 1947 opgeheven en bij Oss gevoegd, maar in feite had ze zich voor de Tweede Wereldoorlog al opgeheven doordat ze te klein was geworden.